# Хлебарки
Хлебарките са насекоми от разред Blattodea. Днес са описани около 4600 вида, от които близо 30 са синантропни.
Хлебарките се срещат навсякъде, предимно в тропиците и субтропиците.

## Класификация
Разред Хлебарки
- Надсемейство Corydioidea
  - Семейство Nocticolidae
  - Семейство Пясъчни хлебарки (Corydiidae)
- Надсемейство Blaberoidea
  - Семейство Дървесни хлебарки (Ectobiidae, Blattellidae)
    - Род Blattella
      - Азиатска хлебарка (B. asahinai)
      - Германска хлебарка (B. germanica)

  - Семейство Гигантски хлебарки (Blaberidae) Brunner von Wattenwyl, 1865
    - Род Blaberus
      - Хлебарка Мъртвешка глава (B. craniifer)
- Надсемейство Blattoidea
  - Семейство Blattidae
  - Семейство Lamproblattidae
  - Семейство Tryonicidae
  - Семейство Cryptocercidae
- Надсемейство Термити (Termitoidea)
  - Семейство †Archeorhinotermitidae
  - Семейство †Cratomastotermitidae
  - Семейство Archotermopsidae
  - Семейство Hodotermitidae
  - Семейство Kalotermitidae
  - Семейство Mastotermitidae
  - Семейство Rhinotermitidae
  - Семейство Serritermitidae
  - Семейство Stolotermitidae
  - Семейство Stylotermitidae
  - Семейство Termitidae
  - Семейство Termopsidae